# Calephelis arizonensis
Calephelis arizonensis is een vlindersoort uit de familie van de prachtvlinders (Riodinidae), onderfamilie Riodininae.
Calephelis arizonensis werd in 1971 beschreven door McAlpine.